# Alicia Borrachero Bonilla
Alicia Borrachero Bonilla (Madrid, 14 de febrer de 1968) és una actriu espanyola.

## Biografia
Va estudiar en el Col·legi Sant Patrici de Madrid.
Va estudiar Arts escèniques i interpretació en la Universitat de Nazareth. Va ampliar la seva formació en l'Estudi per a la Formació de l'Actor, a Madrid. Ha treballat en el teatre en obres com Mucho ruido y pocas nueces i Cambio de marea, dirigides per Juan Carlos Corazza.
Ha participat en sèries d'Antena 3 com Hermanos de leche i Farmacia de guardia, o de Telecinco com Médico de familia, Un lugar en el mundo, 7 vidas, Periodistas i Hospital Central. En aquestes dues últimes, com a protagonista, interpretant als personatges que més èxit i popularitat li han donat, la periodista Ana Ruiz i la doctora Cruz Gándara, respectivament.
També ha participat en el rodatge de vuit llargmetratges: Don Quixote, dirigida por Peter Yates, Things I forgot to remember d'Enrique Oliver, La fabulosa historia de Diego Marín, del director Fidel Cordero, Muerte en Granada, de Marcos Zurinaga, Sangre ciega de Miguel Albaladejo, La lengua asesina, d'Alberto Sciamma, Tres palabras d'Antonio Giménez-Rico i Shooting Elizabeth dirigida per Baz Taylor.
Va protagonitzar el paper de la reina Prunaprismia, esposa del rei Miraz i tia del príncep Caspian, en Les cròniques de Nàrnia: el príncep Caspian (2008).
En teatre hom pot mencionar la seva intervenció a l'obra Agosto (Condado de Osage) (2011-2012), de Tracy Letts, al costat d'Amparo Baró i Carmen Machi.
El 21 d'agost de 2013 estrena l'obra teatral Desclasificados al costat de Jordi Rebellón i Joaquín Climent.
El 17 de febrer de 2015, interpretà Carmen Castro en la primera temporada de Bajo sospecha, una sèrie de televisió de Bambú Producciones, a Antena 3.
El 25 d'abril de 2016, estrenà a Antena 3, La embajada on interpreta Olga.
L'agost de 2017 es va anunciar la seva participació a la sèrie d'Atresmedia Tiempos de guerra. Y el 2018 formarà part de l'elenc fix de la sèrie de la cadena Starz The Spanish Princess, tercera entrega de la saga basada en los llibres més famosos de Philippa Gregory.

## Vida privada
Està casada amb el també actor Ben Temple des de 2003, i foren pares del seu primer fill (Alejandro) el novembre de 2005.

## Filmografia

### Cinema
- Ochenta y siete cartas de amor (1992) d'Helena Taberna (curtmetratge).
- Shooting Elizabeth (França i Espanya) (1992) de Baz Taylor, com a Pillow Mint Maid.
- Tres palabras (1993) d'Antonio Giménez Rico.
- Sangre ciega (1994) de Geli Albaladejo i Miguel Albaladejo (curtmetratge).
- Náufragos (1996) de Lorena García de la Bayon i Roberto Trujullo Urbano.
- La fabulosa historia de Diego Marín (1996) de Fidel Cordero, com Elvira.
- La lengua asesina (Regne Unit, España) (1996) d'Alberto Sciamma, com Reportera.
- Muerte en Granada (USA, España, Francia, Puerto Rico) (1996) de Marcos Zurinaga, como Lidia.
- Cosas que olvidé recordar (1999) d'Enrique Oliver, como Juanita.
- Don Quixote (USA) (2000) para televisión de Peter Yates, como Mother Panza.
- Las hijas de Mohamed (2004) per televisió de Sílvia Munt, como Carmen.
- Dentro del paraíso (2005) per televisió de Manuel Estudillo, como Luciana.
- El amor en los tiempos del cólera (2007) de Mike Newell, Como Escolástica.
- Les cròniques de Nàrnia: el príncep Caspian (2008) d'Andrew Adamson, com Reina Prunaprismia.
- Vidas pequeñas (2009) d'Enrique Gabriel, com Mari Ángeles.
- The Promise (2016) de Terry George, com Lena.
- Terminator: Destino Oscuro (2019), com Alicia.

### Televisió
- Kinsey (1990), com Gloria Murillo.
- Farmacia de guardia Cap: "Con un par", (1991) d'Antena 3, com Clara.
- All in the Game (1993) de TVE (Minisèrie).
- Médico de familia Cap: "La Sorpresa", (1996) de Telecinco, com Patricia.
- Éste es mi barrio Cap: "La resurrección de Don Ángel" (1997) d'Antena 3.
- 7 vidas Cap: 23 (1999) de Telecinco, com Carmen.
- Periodistas, (1998-2002) de Telecinco, com Ana Ruiz.
- Un lugar en el mundo (2003) d'Antena 3, com Berta.
- Motivos personales Capítol: "La Cuenta Atrás Ha Comenzado" (2005) de Telecinco
- Hospital Central (2003-2007) de Telecinco, com Dra. Cruz Gándara.
- De repente, los Gómez (2009) de Telecinco i LaSiete, com Concha.
- Crematorio (2011) de Canal+ (Espanya), com Silvia Bertomeu.
- Niños robados (2013) de Antena 3 com Elisa.
- Isabel (2013) de La 1 com Aïsha al-Hurra.
- Pasapalabra
- El don de Alba de Telecinco, (2013).
- Los misterios de Laura (2014) de TVE. Un episodi. Com Julia de Miguel i Eva de Miguel.
- Bajo sospecha (2015) d'Antena 3. Paper Principal. Com Carmen Castro.
- La embajada (2016) d'Antena 3. Paper Principal. Com Olga.
- Tiempos de guerra (2017) de Antena 3. Paper Principal. Com María del Carmen Angoloti y Mesa (Duquesa de la Victoria)
- The Spanish Princess (2018) de Starz. Como Isabel la Catòlica.
- Días de Navidad (2019) de Netflix. Com Isabel

### Teatre
- Tierra del fuego (2017), una obra de Mario Diament, dirigida per Claudio Tolcachir. Paper Protagonista. Com Yael.[10]
- Perfectos desconocidos (2018)

## Premis
A la XXXIV edició dels Premis Ercilla de Teatre 2017 va obtenir el guardó a la millor intèrpret femenina de la temporada pel seu treball a "Tierra del Fuego".